# Mario Strilić

Mario Strilić (1972.), hrvatski bivši nogometaš. Igrao u 1. HNL u Orijentu, Zadru i Rijeci.